# Ille dolet vere, qui sine teste dolet
Ille dolet vere,qui sine teste dolet лат. (изговор: иле долет вере, кви сине тесте долет). Онај истински тугује ко тугује без свједока. (Марцијал).

## Поријекло израза
Изрекао Маркус Марцијалис (лат. Marcus Valerius Martiālis), римски- антички епиграматичар  у смјени првог у други вијек нове ере. ( смислио преко 1000 епиграма) . 

## Тумачење
Туга је, за разлику од радости, недјељива. Проналажење свједока само демантују искреност жаљења. 